# Bartholdy Trio
 (décembre 2013).

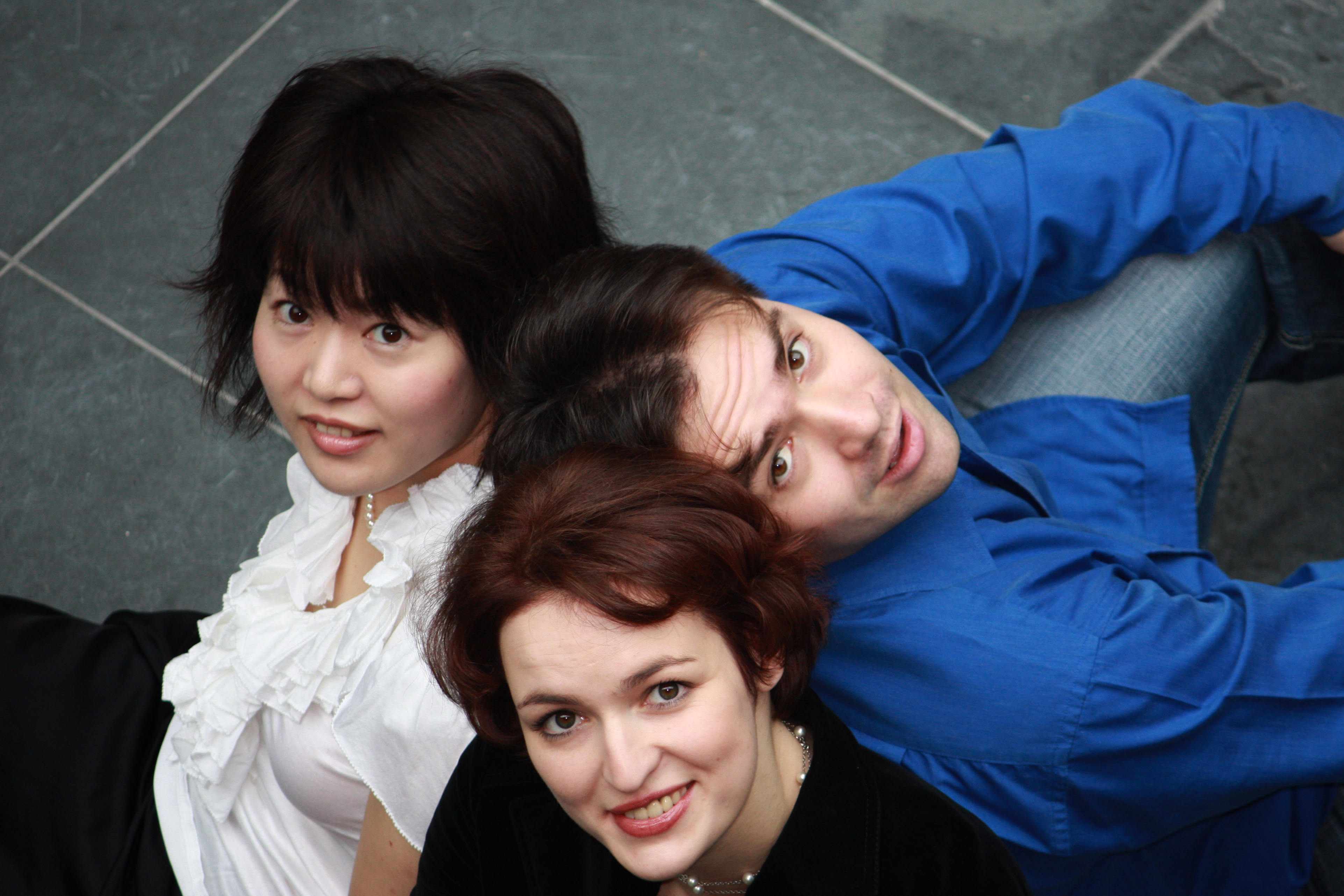
Bartholdy Trio en novembre 2009

Le Bartholdy Trio est un trio de musique classique.
Pauline Reguig (violon), Yasuko Sugimoto (piano) et Alexey Shestiperov (violoncelle) fondent en début d'année 2009 le « Bartholdy Trio ». Ils se rencontrent à la Hochschule für Musik und Theater Rostock, dans lequel chacun des membres a étudié. Leur attachement à la partition du Trio en ré mineur op.49 de Felix Mendelssohn leur donne envie de choisir le nom de ce grand compositeur comme patronyme et symbole de leur travail.
Le « Bartholdy Trio » participe à de nombreux festivals et enregistre dès ses débuts pour l'émission « Star de demain » de la radio NDR (Radio allemande). Son répertoire est très diversifié. 
Le trio réalise une tournée au Japon en mai 2010.